# Себастопол (Мисисипи)
Себастопол (енгл. Sebastopol) град је у америчкој савезној држави Мисисипи.

## Демографија
По попису из 2010. године број становника је 272, што је 39 (16,7%) становника више него 2000. године.
| Група             | 2000.       | 2010.       |
| Белци             | 220 (94,4%) | 209 (76,8%) |
| Афроамериканци    | 7 (3,0%)    | 54 (19,9%)  |
| Азијати           | 0 (0,0%)    | 0 (0,0%)    |
| Хиспаноамериканци | 4 (1,7%)    | 9 (3,3%)    |
| Укупно            | 233         | 272         |